# Даріус Мійо
Да́ріус Мійо (фр. Darius Milhaud, 4 вересня 1892, Екс-ан-Прованс — 22 червня 1974, Женева) — французький композитор.
Сміливий новатор, Мійо широко розробив техніку політонального письма, тобто одночасного сполучення двох і більше тональностей. Знаменитий своїми експериментами з незвичайними інструментальними складами й оригінальними ритмічними знахідками, пов'язаними зі звертанням до нетрадиційних джерел (американський джаз і бразильський фольклор).

## Біографічні відомості
Мійо народився 4 вересня 1892 року в Екс-ан-Провансі. Із семи років навчався гри на скрипці у викладача Брюґ'є, який був керівником квартету, де з часом брав участь і Мійо. У віці 17 років поступив у Паризьку консерваторію в клас К. Леруа (гармонія), А. Жедальжа (контрапункт) і Ш.-М. Відора (фуга). Незадоволений консерватизмом Леруа, Мійо показав учителеві свою сонату, яка настільки роз'ярила професора, що студент був вигнаний із класу. Однак Мійо користувався прихильністю Жедальжа, який заохочував його композиторські пошуки. Змолоду Мійо була далека музика Вагнера, натомість однією з улюблених стала опера Клода Дебюссі «Пеллеас і Мелісанда». В перших опусах Мійо помітним є сильний вплив стилю Дебюссі. Також великий вплив на формування Мійо-композитора мала опера «Борис Годунов» Модеста Мусоргського, російський балет та музика Ігоря Стравінського.
В 1916 році Мійо разом з поетом і дипломатом П. Клоделем, що став послом Франції в Бразилії, відправився як його секретар у Ріо-де-Жанейро. Він зацікавився бразильським фольклором, народними піснями що згодом відбилося в його «Бразильських наспівах» (Saudades do Brasil, 1920—1921). Після повернення в Париж в 1918 році співпрацював з Жаном Кокто й з бельгійцем П. Коллером (автором книги про композитора), увійшов у групу музикантів «Французька шістка». В 1920 році сюїта Мійо «Протей» (Protee) викликала гучний скандал, і якийсь час будь-яка прем'єра Мійо ставала причиною публічного галасу. Мійо, однак, це не бентежило, і він продовжував експериментувати. Першою великою роботою композитора стала опера «Евменіди» (Les Eumenides, 1917—1922) за трагедією Есхіла (у перекладі Клоделя), цілком витримана в політональній манері. Повністю опера була поставлена лише в 1949 році. Тим часом репутацію Мійо створили інші твори — балети «Бик на даху» (Le Boeuf sur le Toit, 1919), «Створення світу» (La creation du monde, 1923), «Салат» (Salade, 1924) і «Блакитний експрес» (Le train bleu, 1923—1924). Мійо продовжував складати опери; серед них — «Нещастя Орфея» (Les malheurs d'Orphee, 1924), «Естер де Карпентра» (Esther de Carpentras, 1925), «Бідний матрос» (Le pauvre matelot, 1925) і «Христофор Колумб» (Christophe Colomb, 1930). Оперу «Медея» (Medee, 1938) він написав на лібрето своєї дружини Мадлен.
Під час Другої світової війни Мійо емігрував в Америку, де став професором композиції в Міллс-коледж (Окленд, шт. Каліфорнія). У наступні роки одна за іншою з'явилися десять великих симфоній і дві великі опери — «Болівар» (Bolivar, ор. 236, 1943) і «Давид» (David, ор. 320, 1952). За своє довге життя Мійо написав концерти майже для всіх інструментів, у тому числі для маримби соло й для ударних.
Після війни композитор викладав композицію одночасно в Паризькій консерваторії й у Міллс-коледж. Мійо завжди приваблювали оригінальні комбінації невеликого числа інструментів, він був майстром тембру й камерного письма, але настільки ж майстерно композитор творив і для великих виконавських складів. Серед його творів для великого симфонічного оркестру — 12 симфоній і декілька фортепіанних концертів. В 1949 році у Парижі вийшла автобіографія Мійо «Замітки без музики» (фр. Notes sans musique). В 1972 році Мійо був обраний членом французької Академії образотворчих мистецтв.
Серед відомих учнів Мійо — Дейв Брубек (Dave Brubeck), Філіп Ґласс (Philip Glass), Стів Райх (Steve Reich), Карлхайнц Штокхаузен (Karlheinz Stockhausen), Яніс Ксенакіс (Iannis Xenakis)
Помер Мійо в Женеві 22 червня 1974 року.